# Woodcott
Woodcott – wieś w Anglii, w hrabstwie Hampshire, w dystrykcie Basingstoke and Deane, w civil parish Litchfield and Woodcott. Leży 11 km od miasta Andover. W 1931 roku civil parish liczyła 87 mieszkańców. Woodcott jest wspomniana w Domesday Book (1086) jako Odecote.